# レコード芸術
レコード芸術（レコードげいじゅつ）は、かつて音楽之友社が発行していた、クラシック音楽のレコード（現在はCDまたはDVD）専門の月刊誌。通称レコ芸。
1952年創刊。2023年6月20日発売の7月号を以って休刊となったが、翌2024年4月～5月に実施されたクラウドファンディングが成立し、同年10月1日に一部会員制のポータルサイト『レコード芸術ONLINE』へ移行された。

## 沿革
創刊された1952年はLPレコードが日本で初めて発売された翌年である。まだLPプレイヤーがあまり出回っておらず、新譜はSPのほうが多かった。1958年8月1日、日本ビクターから日本初のステレオ盤LPが発売。60年代になると、学校の音楽室や家庭にも、セパレート型ステレオが出回り始めた。
1969年にクラシックの千円盤が登場すると、ステレオセットも一般家庭に普及し、カラヤン、ベームなどの大物演奏家が来日、クラシック・ファンが増加し、また、中学・高校生など、若い世代の読者も増えた。
2009年1月号で、創刊700号となった。 2010年1月号から、「吹奏楽」部門を新設した。2015年4月から、定期購読者へのサービスの一環として、ウェブサイト「レコード芸術クラシック・データ資料館」の公開を開始した。
2023年4月3日に、同年6月20日発売の2023年7月号を以って休刊する旨の発表があった。音楽之友社の取締役常務執行役員である大谷隆夫は、日本経済新聞に対し「クラシック界全体の問題でもあるが、若い読者を育てることができないままに（ここ数年赤字が続く）厳しい状態に陥った」と語っている。なお、音楽評論家の沼野雄司らは、『レコード芸術』の存続を求めて署名活動を行い、1週間でファンや音楽家ら3,000人の賛同を得た。
2024年4月10日から5月24日にかけて、後継となるWebメディア『レコード芸術ONLINE』をスタートさせるためのクラウドファンディングを実施し、成立。ページは10月1日にオープンした。

## 内容
メインは、最近一ヶ月間に発売されたCDおよびDVDの新譜批評である。交響曲・管弦楽曲・協奏曲などの部門に分かれ、各部門二人ずつで批評し、二人が推薦マークをつけたメディアは特選盤となる。国内のクラシック音楽レコード批評では、朝日新聞の「試聴室」とともに、よく知られているものである。
そのほかに、演奏家や作曲家などをテーマにした特集が組まれており、海外版の試聴記や、クラシック音楽に関する随筆、演奏会の案内など、レコードを中心にクラシック音楽を楽しんでいる人たちの情報誌として編集されている。
1996年3月号から、発売されるCDの「さわり」を収録した試聴CDが付録として添付されていた。2012年5月号からは、『蔵出し』の遠回し語である『インテルメッツォ・アーカイブ』のコーナーが設けられた。このコーナーは、月ごとに様々な管弦楽団の未発表オリジナルライブ音源が、約20分間、最初から最後まで、付録である試聴CDに収録されているものであった。しかし2017年5月号を最後に、この付録は廃止となった。

## 主な執筆者
※過去の執筆者も含む
- 相場ひろ
- 飯田有抄
- 石原立教
- 宇野功芳
- 江川三郎
- 大津聡
- 大宮真琴
- 岡部真一郎
- 小畑恒夫
- 片山杜秀
- 金子建志
- 岸純信
- 喜多尾道冬
- 城所孝吉
- 草野次郎
- 黒田恭一
- 後藤洋
- 小宮正安
- 小室敬幸
- 柴田南雄
- 白石美雪
- 佐野光司
- 菅野浩和
- 鈴木淳史

- 園部三郎
- 高城重躬
- 長木誠司
- 出谷啓
- 寺島靖国
- 寺西基之
- 等松春夫
- 長井進之介
- 長岡鉄男
- 中河原理
- 中橋愛生
- 中矢一義
- 那須田務
- 新野見卓也
- 西原稔
- 西村祐
- 沼野雄司
- 根岸一美
- 野平多美
- 畑中良輔
- 服部幸三
- 林田直樹
- 広瀬大介
- 布施砂丘彦

- 舩木篤也
- 船越清佳
- 船山隆
- 堀内修
- 本田裕暉
- 増田良介
- 満津岡信育
- 松平敬
- 皆川達夫
- 水越健一
- 美山良夫
- 諸井誠
- 諸石幸生
- 門馬直美
- 八木宏之
- 矢澤孝樹
- 安田和信
- 谷戸基岩
- 山崎浩太郎
- 山野雄大
- 山之内正
- 横原千史
- 吉田秀和

## レコード・アカデミー大賞
日本で開催されるクラシックのレコード賞としては最も権威のある、レコード・アカデミー大賞を主催しており、毎年1月号にその受賞ディスクと批評が発表される。休刊に伴い、2022年度（第60回）を最後に休止。